# 魯格拉本河
50°6′49.02″N 9°8′22.94″E / 50.1136167°N 9.1397056°E

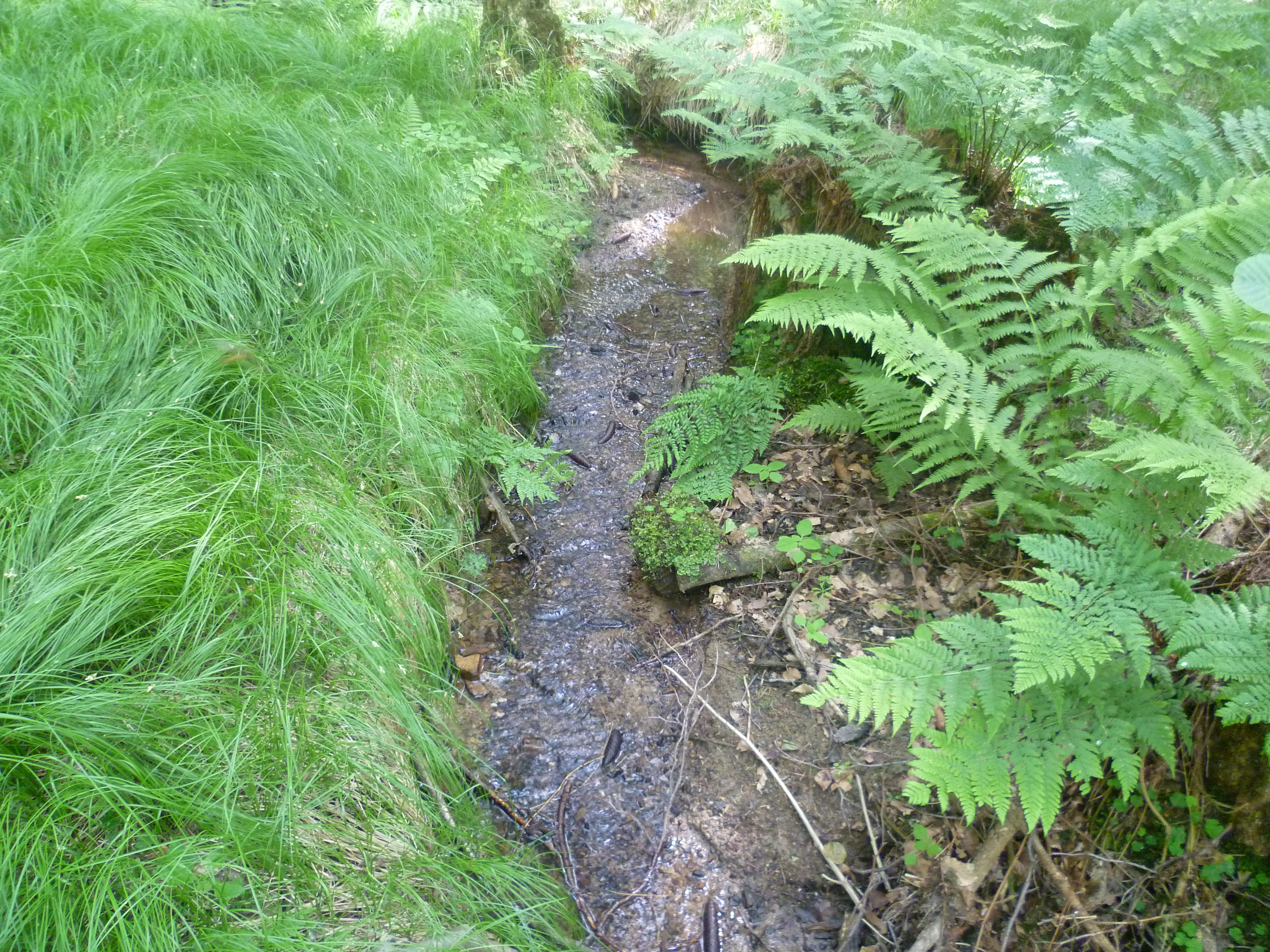

魯格拉本河（德語：Ruhgraben），是德國的河流，位於該國東南部，由巴伐利亞負責管轄，屬於韋米希河的左支流，河道全長0.9公里，流域面積0.9平方公里。